# Décennie 1680 en architecture
| Années de l'architecture : 1677 - 1678 - 1679 - 1680 - 1681 - 1682 - 1683    |
| Décennies de l'architecture : 1650 - 1660 - 1670 - 1680 - 1690 - 1700 - 1710 |

Cet article présente les faits marquants de la décennie 1680 en architecture.

## Événements
- 1er octobre 1681 : Jules Hardouin-Mansart devient premier architecte du roi de France[1].
- 24 mai 1683 : inauguration de l'Ashmolean Museum, construit par Christopher Wren pour abriter les collections données par Elias Ashmole à l'université d'Oxford[2].
- 26 septembre 1687 : lors du siège d'Athènes, tenue par les Turcs, par la république de Venise, une explosion endommage très gravement le Parthénon, transformé en magasin à poudre par les Turcs[3].
- 27 octobre 1682 : William Penn débarque en Pennsylvanie où il fonde Philadelphie[4]. Son urbanisme sur un plan en damier est conçu dès l’obtention de la charte de la colonie en 1681[5].
- Mai 1689 : William Talman est nommé contrôleur des travaux royaux en Angleterre[6].

## Réalisations
- 1681-1754 : construction du gros-œuvre de la basilique Notre-Dame-du-Pilier de Saragosse, dessinée par Francisco Herrera el Mozo. Les travaux se prolongent jusqu'en 1961[7].
- 1684 : 
  - début de la construction du temple de Confucius de Kaohsiung.
  - début de la construction du palais Het Loo à Apeldoorn aux Pays-Bas[8].
- 1685-1784 : construction du palais Ishak Pacha en Turquie[9].
- 1686 : début de la création du Kōraku-en (un des plus beaux jardins du Japon).
- 1687 : construction de l'église San Lorenzo à Turin par Guarino Guarini (commencée en 1668).
- 1689 : Louis Ier de Bade (Ludwig Wilhelm von Baden-Baden) fait reconstruire son immense château de Rastatt détruit par les Français.

### France
- 1679-1682 : construction de la grande Écurie et de la petite Écurie à Versailles[10].
- 1679-1686 : Mansart construit le château de Marly[10].
- 1681-1688 : construction de l'orangerie et des Cent Marches au château de Versailles par Jules Hardouin-Mansart.
- 1681-1684 : construction du Grand Commun à Versailles[10].
- 1682-1683 : construction de l'église Saint-Thomas-d'Aquin de Paris sur les plans de Pierre Bullet[11].
- 1684 : Jules Hardouin-Mansart achève la galerie des Glaces à Versailles[12].
- 1684-1686 : construction de l'orangerie du château de Versailles par Jules Hardouin-Mansart[12].
- 25 octobre 1685 : début de la construction du Pont Royal à Paris.
- 1685 : aménagement de la place Vendôme par Jules Hardouin-Mansart.
- 1685-1688 : travaux du canal de Maintenon et construction d'un aqueduc pour détourner une partie des eaux de l'Eure vers les jardins de Versailles ; ils sont interrompus par la guerre de la Ligue d'Augsbourg[13].
- 1685-1689 : construction de l'Aile du Nord du château de Versailles[12].
- Octobre 1686 : l'ingénieur Jacques Tarade construit à Strasbourg sur les plans de Vauban, un pont-écluse, dit barrage Vauban ; l'ouvrage est terminé en 1697[14].
- 1687 : 
  - Jules Hardouin-Mansart réalise la place des Victoires à Paris.
  - André Le Nôtre achève le parc du château de Versailles (début des travaux en 1662).
- 1687-1689 : construction du Grand Trianon par Jules Hardouin-Mansart à Versailles[12].
- 1687-1710 : construction de la chapelle du château de Versailles, commencée par Jules Hardouin-Mansart (1687-1689).
- 1689 : la promenade du Peyrou à Montpellier est aménagée par Étienne Giral.

### Îles Britanniques
- 1680 : 
  - construction du Abingdon County Hall (en) dans l'Oxfordshire dessiné par Christopher Kempster (en).
  - construction de l'église Saint Clement Danes à Londres par Christopher Wren.
- 1680-1684 : construction de l'hôpital royal de Kilmainham à Dublin[15].
- 1683 : construction du Ragley Hall (en) dans le Warwickshire par Robert Hooke.

- 1685-1688 : construction de Belton House, manoir du Lincolshire en Angleterre pour John Brownlow[16].
- 1685-1692 : construction de Kinross House, une maison de campagne en Écosse, par l'architecte William Bruce[17].

- 1687-1707 : reconstruction de Chatsworth House, une country house dans le Derbyshire sous la direction de William Talman[18].

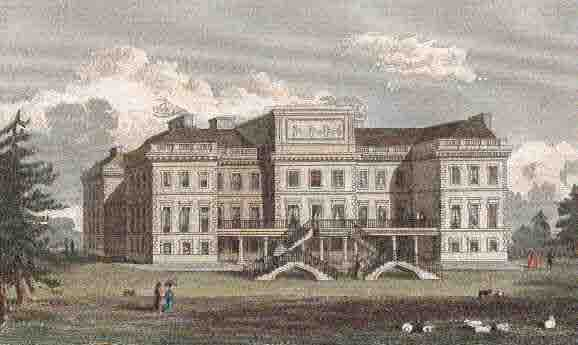
Ragley Hall (en)
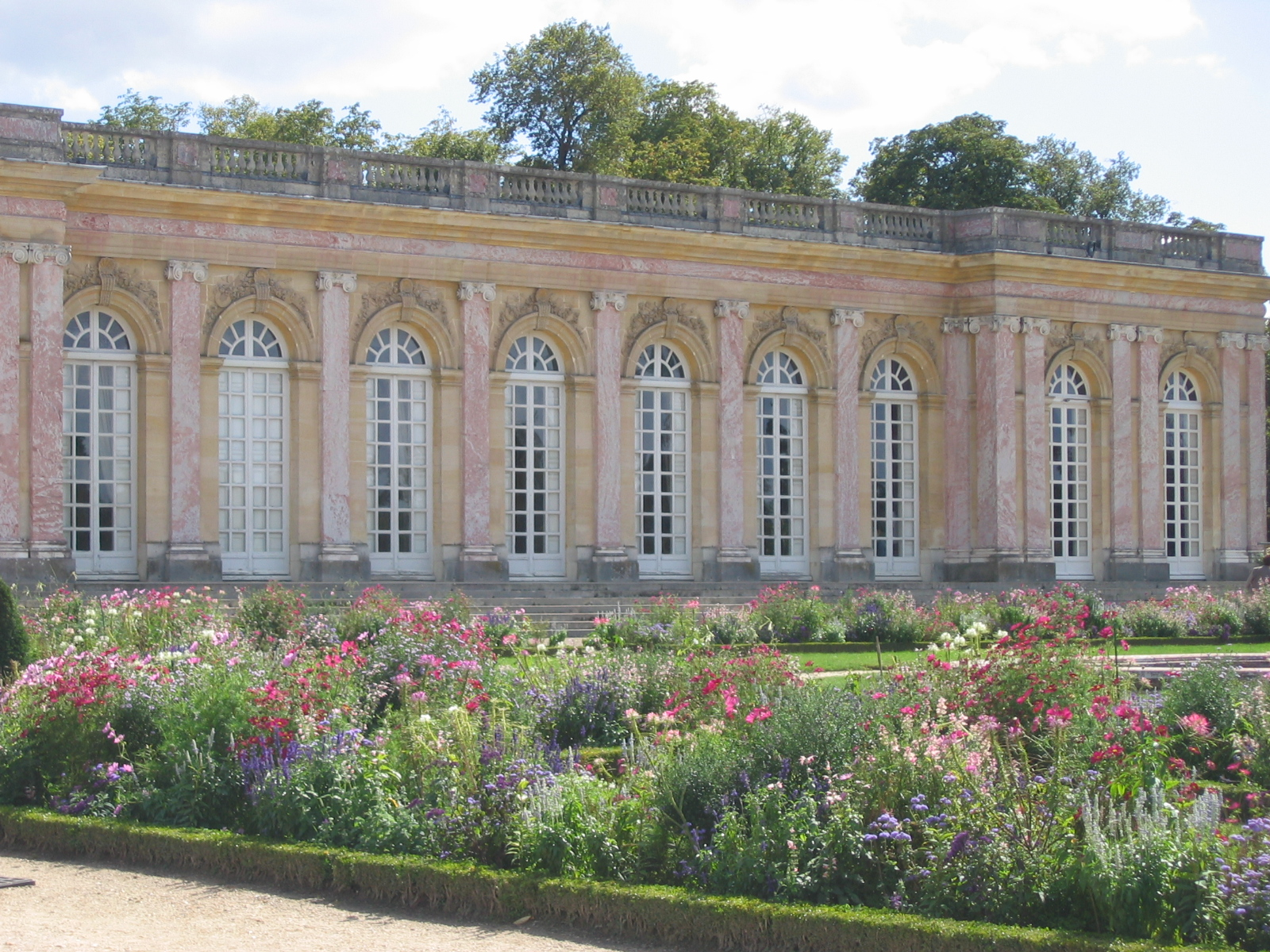
Le Grand Trianon dans le parc de Versailles

## Naissances
- 1682 : James Gibbs (†1754).
- 1682 : William Benson (†2 février 1754).
- Vers 1683 : Thomas Ripley (en) (†10 février 1758).
- 1er février 1683 : Jean-Baptiste Franque (†1758).
- 1684 : William Adam (†24 juin 1748).
- Vers 1685 : William Kent (†12 avril 1745).
- 29 septembre 1686 : Cosmas Damian Asam (†10 mai 1739).
- 1686 : Giacomo Leoni (†1746).
- 27 janvier 1687 : Johann Balthasar Neumann (†19 août 1753).

## Décès
- 28 novembre 1680 : Gian Lorenzo Bernini (Le Bernin) (° 7 décembre 1598).
- 18 février 1682 : Baldassare Longhena (° 1598).
- 6 mars 1683 : Guarino Guarini (° 7 janvier 1624).
- 9 octobre 1688 : Claude Perrault (° 25 septembre 1613).